# Кетеван Ціхелашвілі
Кетеван Ціхелашвілі (нар. 21 серпня 1978, Кутаїсі) — грузинська політична діячка. Колишня державна міністерка Грузії з питань примирення та громадянської рівноправності з 2016 по 2020 роки. З 2020 року амбасадорка Грузії в Австрії.

## Освіта
Відвідувала курси Проєкту громадянської освіти (CEP) в Угорщині з 1998 по 1999 рік. У 1999 році закінчила Тбіліський державний університет ім. Івана Джавахішвілі за спеціальністю «Міжнародні відносини». Закінчивши навчання, повернулась в Угорщини, до Центральноєвропейського університету, де здобула ступінь магістра міжнародних відносин та європеїстики. У 2007 році закінчила літній курс з європейської інтеграції у Лімерійському університеті в Ірландії. У 2011 році була академічною дослідницею у Швейцарії в університеті Фрайбурга. З 2006 року — докторантка факультету філософії та соціальних наук Державного університету Іллі.

## Кар'єра
З 1996 по 1998 роки — помічниця проєкту Молодіжної організації ООН (UNOY) у Грузії. 1998 рік — помічниця директора Міжнародної організації чесних виборів і демократії. З 1998 по 1999 роки — головна спеціалістка Центру зовнішньополітичних досліджень і аналізу Міністерства закордонних справ Грузії. З 2000 по 2001 роки була помічницею редактора Transition Online. З 2002 по 2004 роки — працювала менеджеркою програми та старшою аналітикинею у Міжнародному центрі дослідження конфліктів і переговорів (ICCN). У 2001 році була запрошена в науково-дослідний центр для європейських меншин (ECMI) в Фленсбург. З 2001 по 2002 роки — наукова співробітниця Дослідницького центру ОБСЄ (CORE) при Гамбурзькому університеті. У 2002 році наукова співробітниця відділу політики та оборони Парламентської асамблеї НАТО. З 2004 по 2006 роки — помічниця державного міністра в апараті державного міністра з питань вирішення конфліктів та старша спеціалістка відділу міжнародних відносин. З 2007 по 2009 роки — аналітикиня Європейської ініціативи стабільності (ESI) у Грузії. З 2002 по 2010 роки — консультантка Фонду Фрідріха Наумана у Грузії. З 2008 року читає лекції з європейських студій у Державному університеті імені Іллі. З 2006 по 2012 роки — директорка Ліберальної академії Тбілісі (ЛАТ). З січня по жовтень 2012 року — голова Грузинської національної платформи Форуму громадянського суспільства Східного партнерства. З 2012 по 2016 роки перебувала на посаді першої заступниці державного міністра з питань примирення та громадянської рівності. З 1 серпня 2016 року по 15 червня 2020 року була державною міністеркою з питань примирення та громадянської рівності. З 15 червня 2020 року — амбасадорка Грузії в Австрії, постійна представниця при ОБСЄ та інших міжнародних організаціях у Відні.

## Особисте життя
Одружена, має двох дітей.